# Pure Mania
Pure Mania è il primo album dei The Vibrators.

## Tracce
1. Into the Future....
2. Yeah Yeah Yeah
3. Sweet Sweet Heart
4. Keep It Clean
5. Baby Baby
6. No Heart
7. She's Bringing You Down
8. Petrol
9. London Girls
10. You Broke My Heart
11. Whips and Furs
12. Stiff Little Fingers
13. Wrecked on You
14. I Need a Slave
15. Bad Time

## Formazione
- Knox - chitarra, tastiere, voce
- John Ellis - chitarra, voce
- Pat Collier - basso, voce
- John "Eddie" Edwards - batteria